# Biogno-Beride
Biogno-Beride è stato un comune svizzero del Canton Ticino, nel distretto di Lugano. Era stato istituito nel 1907 con la fusione dei comuni soppressi di Beride e Biogno. Nel 1976 è stato accorpato al comune di Croglio; a sua volta confluito nel 2021 nel comune di Tresa.